# フェイク・プラスティック・トゥリーズ
「フェイク・プラスティック・トゥリーズ」 (英語: Fake Plastic Trees) は、イギリスのロックバンド、レディオヘッドの楽曲。ローリング・ストーン誌の『The RS 500 Greatest Songs of All Time』では376位。

## 概要
彼らの2ndアルバム『ザ・ベンズ』に収録されており、UKでは3枚目、USでは1枚目のシングルカットとしてリリース。レディオヘッドの活動の一つのターニングになったと言われる曲で、ファンの人気も高く英国のアンセムランキングなどではたびたびランクインする。しかしセールス的には彼らのシングルの中でも非常に苦戦した曲の一つ（特に先行シングルとして扱われたアメリカでは、1st『パブロ・ハニー』の"Creep"以降のシングル群にも劣るほど発売週の売り上げが低迷）でもある。イギリスでは最高位20位を記録。
レディオヘッドの楽曲の中でも特に数多くのアーティストにカバーされている曲であり、ライブや様々なトリビュートアルバムで演奏されている。ジェイク・スコットによるスーパーマーケット風の場所を舞台にした色彩の美しいPVには、子供や黒い帽子を被った女性、おもちゃの拳銃を構える老人など様々な人物が登場する。メンバーはカートにのって運ばれていき「自分達は売りものである」であることをシニカルにあらわしており、一部歌詞との共通点も散見される。

## バックグラウンド
以前からこの曲のメロディーの断片はトムの頭の中にあったものの、完成形は見えていないままだった。1994年9月1日、ノース・ロンドンで行われたジェフ・バックリィのギグを見たトムは大きな衝撃を受け、翌日の夜にはパートを暫定的に完成させベーシックトラック録音を試みる。メロディーや歌詞は「今までの曲のように紆余曲折で出来上がるのではなく、いざやってみたらすぐに出来上がった」（トム/Bigread）という。バンドとして何度かベーシックトラックにチャレンジしたが、唐突にトムが一人アコースティック・ギターで弾き語りを始め、2テイクでそれを済ませた。感極まって声を張り上げたため高音の一部は割れていたが、それはプロデューサージョン・レッキーが待ち望んでいたテイクでもあった。
その後バンドは伴奏のアレンジを試行錯誤したが「死ぬほどの悪夢」（Q誌/トム）、「何度やってもガンズ・アンド・ローゼズみたいで最悪だった」（同/エド）と難航。ストリングスにはトムが大学時代に参加していたバンド「ヘッドレス・チキン」のジョン・マティアスが参加した。出来上がったミックスを聞いたトムは涙を流したという。

## サウンドプロダクション・歌詞
小節の繋ぎに付属音を加えることもあるが、基本的には4つのコードで進行するシンプルなバラード。ヴァース（メロ）→コーラス（サビ）の構成を踏襲してはいるが、サビは静かに落とし、3つ目のヴァースで歪んだギターが投入されて盛り上がるため、典型的でありがちな展開は避けられている。
歌詞はロンドンの開発地区カナリー・ワーフの変遷を動機とする消費社会への批判を、恋愛感情を軸にする普遍的なバラードに落とし込んだもので、多義的。前半は「Fake Plastic Trees（偽物のプラスチックの木）」や「A cracked polystyrene man（ひび割れたポリスチレン男）」に関しての事柄が歌われ、コーラスでは「It wears her out, it wears her/him/me out（それが、彼女/彼/僕をすり減らす）」が繰り返される。第3ヴァースの「She looks like the real thing（彼女は本物のように見える）」で突然歌唱と伴奏は激しさを増し、もう一度静謐な雰囲気に戻って曲は終了する。ライブでは3つ目のヴァースの激しさやその後の静けさがさらに強調されて一層ダイナミクスが強まる。

## チャート
| チャート（1995年）               | 最高順位 |
| -------------------------------- | -------- |
| イギリス（全英シングルチャート） | 20       |